# Bas van Dooren
Bas van Dooren (ur. 25 sierpnia 1973 w Oss) – holenderski kolarz górski, srebrny medalista mistrzostw Europy.

## Kariera
Największy sukces w karierze Bas van Dooren osiągnął w 1998 roku, kiedy podczas mistrzostw Europy w Aywaille zdobył srebrny medal w cross-country. W zawodach tych wyprzedził go jedynie Francuz Christophe Dupouey, a trzecie miejsce zajął Thomas Frischknecht ze Szwajcarii. Był to jedyny medal wywalczony przez van Doorena na międzynarodowej imprezie tej rangi. W tym samym roku wystąpił na mistrzostwach świata w Mont-Sainte-Anne, gdzie w cross-country zajął czwartą pozycję, przegrywając walkę o medal z Belgiem Filipem Meirhaeghe. W 2000 roku wystąpił na igrzyskach olimpijskich w Sydney, gdzie w tej samej konkurencji zajął jedenaste miejsce. Ponadto w sezonie 2000 Pucharu Świata w kolarstwie górskim zajął drugie miejsce w klasyfikacji generalnej, ulegając jedynie Miguelowi Martinezowi z Francji.